# S/2004 S 4
S/2004 S 4 е условно обозначение на непотвърден обект видим от орбитата на Сатурн от вътрешната страна на Ф-пръстена на 21 юни 2004 от Джоузеф Спитале от научния екип на Касини-Хюйгенс. Орбиталният период е приблизително 0,618 дни, инклинацията е неизвестна, среден диаметър 3-5 km, периода на въртене е може би синхронен.